# Jelizawieta Szabanowa
Jelizawieta Siergiejewna Szabanowa (ros. Елизавета Сергеевна Шабанова; ur. 7 grudnia 1997) – rosyjska koszykarka, występująca na pozycji środkowej, reprezentantka kraju, od 2019 zawodniczka Dinama Kursk.

## Osiągnięcia
Stan na 21 maja 2024, na podstawie, o ile nie zaznaczono inaczej.

### Drużynowe
- Mistrzyni Rosji (2022)
- Wicemistrzyni Rosji (2020, 2021, 2023)
- Brązowa medalistka mistrzostw Rosji (2024)
- Zdobywczyni Pucharu Rosji (2020, 2022)
- Finalistka:
  - Pucharu Rosji (2021, 2024)
  - Superpucharu Rosji (2022, 2023)
- Uczestnik rozgrywek:
  - Euroligi (2019–2022)
  - Eurocup (2018/2019)

### Reprezentacja
Seniorska
- Uczestniczka:
  - mistrzostw Europy (2021 – 6. miejsce)[3]
  - kwalifikacji do:
    - mistrzostw świata (2022)
    - Eurobasketu (2021, 2023)

Młodzieżowe
- Brązowa medalistka mistrzostw Europy U–20 (2017)[4]